# Liste der Stolpersteine in Nauheim
Die Liste der Stolpersteine in Nauheim enthält alle Stolpersteine, die im Rahmen des gleichnamigen Kunst-Projekts von Gunter Demnig in Nauheim verlegt und gefunden wurden. Mit ihnen soll an Opfer des Nationalsozialismus erinnert werden, die in Nauheim lebten und wirkten.

## Verlegte Stolpersteine
| Adresse                           | Name                   | Inschrift | Verlegedatum  | Bild | Anmerkung |
| --------------------------------- | ---------------------- | --- | ------------- | ---- | --------- |
| Hintergasse 2 (Standort)          | Hugo Neumann           | HIER WOHNTE HUGO NEUMANN JG. 1883 DEPORTIERT 1942 PIASKI ERMORDET                                                                | 15. Nov. 2014 |      |           |
| Hintergasse 2 (Standort)          | Johanna Neumann        | HIER WOHNTE JOHANNA NEUMANN GEB. MARX JG. 1885 DEPORTIERT 1942 PIASKI ERMORDET                                                   | 15. Nov. 2014 |      |           |
| Hintergasse 2 (Standort)          | Else Mayer             | HIER WOHNTE ELSE MAYER JG. 1911 FLUCHT 1940 ITALIEN USA                                                                          | 15. Nov. 2014 |      |           |
| Hintergasse 2 (Standort)          | Kurt Siegfried Neumann | HIER WOHNTE KURT S. NEUMANN JG. 1922 FLUCHT 1940 ENGLAND USA                                                                     | 15. Nov. 2014 |      |           |
| Vorderstraße 30 (Standort)        | Bernhard Marx          | HIER WOHNTE BERNHARD MARX JG. 1882 ´SCHUTZHAFT´ 1938 BUCHENWALD UNFREIWILLIG VERZOGEN 1940 MAINZ DEPORTIERT 1942 PIASKI ERMORDET | 15. Nov. 2014 |      |           |
| Vorderstraße 30 (Standort)        | Bertha Marx            | HIER WOHNTE BERTHA MARX GEB. BERNEY JG. 1889 UNFREIWILLIG VERZOGEN 1940 MAINZ DEPORTIERT 1942 PIASKI ERMORDET                    | 15. Nov. 2014 |      |           |
| Vorderstraße 30 (Standort)        | Erika Marx             | HIER WOHNTE ERIKA MARX JG. 1921 UNFREIWILLIG VERZOGEN 1940 MAINZ DEPORTIERT 1942 PIASKI ERMORDET                                 | 15. Nov. 2014 |      |           |
| Vorderstraße 30 (Standort)        | Margot Marx            | HIER WOHNTE MARGOT MARX JG. 1923 UNFREIWILLIG VERZOGEN 1940 MAINZ DEPORTIERT 1942 PIASKI ERMORDET                                | 15. Nov. 2014 |      |           |
| Waldstraße 10 (Standort)          | Siegfried Marx         | HIER WOHNTE SIEGFRIED MARX JG. 1884 GEDEMÜTIGT / ENTRECHTET FLUCHT IN DEN TOD 6.5.1933 FRANKFURT                                 | 9. Nov. 2015  |      |           |
| Waldstraße 10 (Standort)          | Sophie Marx            | HIER WOHNTE SOPHIE MARX GEB. STERN JG. 1882 DEPORTIERT 1942 IZBICA ERMORDET                                                      | 9. Nov. 2015  |      |           |
| Waldstraße 10 (Standort)          | Herbert-Leopold Marx   | HIER WOHNTE HERBERT-LEOPOLD MARX JG. 1911 FLUCHT BOLIVIEN                                                                        | 9. Nov. 2015  |      |           |
| Waldstraße 10 (Standort)          | Ella-Rosi Marx         | HIER WOHNTE ELLA-ROSI MARX JG. 1912 FLUCHT SPANIEN USA                                                                           | 9. Nov. 2015  |      |           |
| Waldstraße 10 (Standort)          | Otto Marx              | HIER WOHNTE OTTO MARX JG. 1923 UNFREIWILLIG VERZOGEN 1937 FRANKFURT FLUCHT SPANIEN USA                                           | 9. Nov. 2015  |      |           |
| Heinrich-Kaul-Platz 12 (Standort) | Schenni Strauss        | HIER WOHNTE SCHENNI STRAUSS JG. 1880 DEPORTIERT 1942 ERMORDET IM BESETZTEN POLEN                                                 | 9. Nov. 2015  |      |           |
| Hintergasse 13 (Standort)         | Ludwig Strauss         | HIER WOHNTE LUDWIG STRAUSS JG. 1879 FLUCHT 1938 USA                                                                              | 11. Nov. 2017 |      |           |
| Hintergasse 13 (Standort)         | Auguste Strauss        | HIER WOHNTE AUGUSTE STRAUSS GEB. MARX JG. 1885 FLUCHT 1938 USA                                                                   | 11. Nov. 2017 |      |           |
| Hintergasse 13 (Standort)         | Erna-Betty Strauss     | HIER WOHNTE ERNA-BETTY STRAUSS JG. 1910 FLUCHT 1935 USA                                                                          | 11. Nov. 2017 |      |           |
| Hintergasse 13 (Standort)         | Walter Strauss         | HIER WOHNTE WALTER STRAUSS JG. 1911 FLUCHT 1936 USA                                                                              | 11. Nov. 2017 |      |           |